# Miah Dennehy
Miah Dennehy (Cork, República de Irlanda; 29 de marzo de 1950-10 de noviembre de 2023) fue un futbolista irlandés que jugó en la posición de extremo.

## Carrera

### Club
| Periodo   | Club                            |
| --------- | ------------------------------- |
| 1968-1973 | Cork Hibernians FC              |
| 1973–1975 | Nottingham Forest FC            |
| 1973      | → Shamrock Rovers XI (invitado) |
| 1975–1978 | Walsall FC                      |
| 1978–1980 | Bristol Rovers FC               |
| 1980      | Trowbridge Town FC              |
| 1980      | Cardiff City FC                 |
| 1980–1981 | Cork United FC                  |
| 1981–1982 | Waterford FC                    |
| 1982–1983 | Limerick United FC              |
| 1985      | Drogheda United FC              |
| 1985      | Newcastle West AFC              |

### Selección nacional
Jugó para Irlanda en 11 ocasiones de 1972 a 1977 y anotó dos goles. Debutó el 18 de junio de 1972 como sustituto en la victoria por 3-2 ante Ecuador en la Copa Independencia de Brasil, sus dos goles fueron en 1973, ambos en partidos amistosos, y su último partido con la selección fue el 24 de abril de 1977 en un partido amistoso ante Polonia.

## Logros
- Liga de Irlanda (1): 1970/71
- Copa de Irlanda (2): 1971/72, 1972/73
- Copa de la Liga de Irlanda (2): 1970, 1973
- Copa Blaxnit (1): 1972
- Copa de la Ciudad de Dublín (2): 1971, 1973